# Przypowieść
Przypowieść, parabola – gatunek literatury moralistyczno-dydaktycznej, którego cechy formalne (schematyzm fabuły, uproszczona konstrukcja postaci, obiektywny narrator, selekcja realiów) służą właściwemu odczytaniu alegorycznego lub symbolicznego znaczenia przedstawionego świata, przekazaniu prawdy moralnej. Posługuje się narracją, w której postacie i zdarzenia pełnią role nosicieli i zarazem przykładów prawd uniwersalnych.
Fabuła ulega zwykle schematyzacji, realia zaś występują w postaci zredukowanej. Interpretacja przypowieści wymaga sięgnięcia do znaczeń alegorycznych lub symbolicznych. Przypowieść była szczególnie często stosowana w literaturze religijnej Dalekiego i Bliskiego Wschodu. Wiele znanych przypowieści znajduje się w Biblii, np. przypowieść o synu marnotrawnym.
Stosowana często w homiletyce i literaturze parenetycznej, inspirowała wielu pisarzy, np. Adama Mickiewicza (Księgi narodu polskiego i pielgrzymstwa polskiego) czy Alberta Camusa (Dżuma).
Według André Jollesa przypowieść jest jednym z morfologicznych archetypów leżących u podstaw współczesnych gatunków literackich.